# Municipalité (Venezuela)
Pour les articles homonymes, voir Municipalité.
 (juillet 2025).
Si vous disposez d'ouvrages ou d'articles de référence ou si vous connaissez des sites web de qualité traitant du thème abordé ici, merci de compléter l'article en donnant les références utiles à sa vérifiabilité et en les liant à la section « Notes et références ».

Les 335 municipalités du Venezuela

Les municipalités (en espagnol : municipios) sont une subdivision administrative du Venezuela. Le pays est divisé en 23 États, eux-mêmes divisés en 335 municipalités, elles-mêmes divisées en paroisses civiles.